# Usmar Ismail
Usmar Ismail (ur. 20 marca 1921 w Fort De Kock, zm. 2 stycznia 1971 w Dżakarcie) – indonezyjski reżyser, scenarzysta i producent filmowy oraz poeta. Jest uważany za ojca kina indonezyjskiego.

## Życiorys
Urodził się 20 marca 1921 w Fort De Kock (obecnie Bukittinggi).
W 1952 roku otrzymał stypendium Fundacji Rockefellera na studia filmowe w Stanach Zjednoczonych. W 1953 r. uzyskał bakalaureat z kinematografii na Uniwersytecie Kalifornijskim w Los Angeles.
Zmarł na udar 2 stycznia 1971.